# 雷茨马湖
雷茨马湖是愛沙尼亞的湖泊，位於該國東北部，由東維魯縣負責管轄，長1.2公里、寬0.3公里，面積0.16平方公里，海拔高度45米，平均水深3.9米，最大水深10.8米。